# 여운형 혈의
여운형 혈의는 대한민국 경기도 양평군 양서면, 몽향여운형기념관에 있는 여운형의 의복이다. 2014년 10월 29일 대한민국의 국가등록문화재 제608호로 지정되었다.

## 개요
독립운동가이자 정치가인 여운형이 1947년 7월 19일 권총 테러로 피격당할 당시 입고 있던 옷으로 현재 몽양여운형기념관에 위탁보관되어 있다. 여운형이란 인물이 갖는 역사적인 위치 와 기증자(외손녀)와 기증일시 등 유물의 명세가 정확하다.

## 같이 보기
- 여운형

## 참고 자료
- 여운형 혈의 - 국가유산청 국가유산포털